# Ermita de Santa Ana (La Torre de Esteban Hambrán)
La ermita de Santa Ana es una ermita situada en el municipio de La Torre de Esteban Hambrán, en la provincia de Toledo (España). Está consagrada a la advocación de Santa Ana de Nazaret. Fue construida en el siglo XVI, con intervenciones sucesivas posteriores.
La existencia y mantenimiento de esta ermita está ligada a la cofradía de la concepción, que se encarga de las celebraciones, atender a los gastos, procesiones, etc. Pero no ha sido siempre así, sino que fue en el cabildo celebrado en agosto de 1565 cuando se aprobó hacer la fiesta y solemnizarla. Sin embargo, en las ordenanzas de la cofradía, aprobadas en enero de 1566, no se alude en ningún capítulo a esta ermita, ni se contempla que la cofradía tenga la obligación hacia ella o hacia Santa Ana y su festividad.
El edificio de la ermita de Santa Ana tenía la misma conformación que presenta en la actualidad. De planta rectangular, tenía unas dimensiones de 13,70 m de longitud por 7 m de anchura. En el testero de los pies tiene su portada principal de cantería labrada en medio punto. Tenía un pórtico sostenido por tres columnas. Está dotada de una campana, consagrada y bendecida en el año 1613 por el obispo de Sidonia.
En el interior, además del altar mayor, tenía en uno de los colaterales una imagen antigua de Nuestra Señora de la Correa, en el otro una talla de San Antonio Abad, y presidiendo el altar mayor una talla de Santa Ana. Su iconografía se adapta a la de una mujer anciana, abuela y serena matrona. No se la representa sola, sino asociada a la virgen con el niño. Es una imagen de vestir, Las tres son imágenes muy sencillas y populares, con detalles de gran desproporcionalidad como las manos de la virgen María, que probablemente no correspondan con las originales suyas. La actitud de Santa Ana no es la típica de tener una niña en brazos, con la criatura en el brazo izquierdo, sino parece más una postura de las teotocos ortodoxas, es decir, de trono, de elemento para sostener al niño, aunque en este caso no se adopte la postura de estar sentada. Es una imagen muy hierática, rígida e inexpresiva que, por otra parte se corresponde con la tipología y los modelos de otras imágenes de Santa Ana sosteniendo a su hija y a su nieto.
- Datos: Q5396302